# Montagnes de Wicklow
Vous lisez un « article de qualité » labellisé en 2012.
Pour les articles homonymes, voir Wicklow.
Les montagnes de Wicklow, en anglais : Wicklow Mountains et en irlandais : Sléibhte Chill Mhantáin, sont un massif montagneux situé en Irlande, dans la province du Leinster, essentiellement dans le comté de Wicklow qui leur a donné leur nom. Elles se trouvent sur la côte orientale de l'île, au sud de la capitale, ce qui leur vaut également le nom de montagnes de Dublin dans leur partie septentrionale. Elles constituent la plus vaste région continue de plateaux d'Irlande et culminent à 925 mètres d'altitude au Lugnaquilla, le plus haut sommet de la province. Le massif s'est formé durant l'orogenèse calédonienne, au cours du Dévonien, et se compose principalement de granites avec, en périphérie, des micaschistes ainsi que des quartzites plus anciens, formés au cours de l'Ordovicien. La glaciation du Pléistocène creuse des cirques, des lacs et des vallées en auge, ou glens. À leur extrémité, sous l'action des nombreux fleuves et rivières du massif, parmi lesquels le Liffey, le Dargle, le Slaney et l'Avoca, se forment parfois de profondes gorges.
Le massif est peuplé depuis le Mésolithique et conserve de nombreux témoignages archéologiques, à l'instar des tombes à couloir du Néolithique. Le monastère de Glendalough, fondé au VIe siècle par saint Kevin, a été un centre important du christianisme irlandais. Les vallées d'accès difficile ont servi à plusieurs reprises au cours de l'histoire d'abri et de place forte aux clans irlandais face aux invasions et aux répressions. La construction par les Britanniques d'une route militaire met fin aux soulèvements au début du XIXe siècle. Dans le même temps, la géologie du massif a permis l'exploitation successive du fer, du plomb et du cuivre mais également du soufre et de l'or, de l'argent et du zinc en petites quantités, ce qui a même provoqué une brève ruée vers l'or à la fin du XVIIIe siècle. Le granite a pour sa part été exploité dans des carrières pour la construction de nombreux bâtiments dans l'agglomération dublinoise. L'apparition du chemin de fer permet l'émergence d'une activité touristique au XIXe siècle.
Les montagnes de Wicklow présentent un fort intérêt historique et naturel, que permettent de découvrir notamment des sentiers de grande randonnée. Toutefois, l'écosystème dominant de tourbières et de landes, dont le développement a été possible grâce au climat océanique tempéré, est fragilisé et a dû être protégé notamment au sein du parc national des montagnes de Wicklow créé en 1991 afin de préserver la biodiversité.

## Toponymie
Les montagnes de Wicklow, en anglais Wicklow Mountains tiennent leur nom du comté de Wicklow, établi en 1606 par la scission du comté de Dublin, d'après la ville du même nom.
Wicklow est la manière dont les anglophones nomment la ville d'après celle qu'utilisaient les Vikings installés en Irlande ou y commerçant. C'est sous la forme Wykinglo que ce nom circulait dans le monde anglo-scandinave, de ce fait, c'est ainsi que les Normands qui ont envahi l'Irlande connaissaient la ville et ont fini par l'imposer, avant qu'il ne soit repris à l'époque de la domination anglaise qui l'a fait évoluer phonétiquement en Wicklow au XVe siècle. Elle est en effet attestée sous les formes Wykinglo en 1173, Wygingelow en 1185, Wykinglo en 1192, Wykinglowe en 1355,.
L'hypothèse courante voit dans Wicklow un composé norrois du type *Víkingaló, basé sur Víkingr « viking » ou nom de personnage, et ló « pré, champ », soit le « champ des Vikings » ou « le pré des Vikings » ou « le pré de Viking », Viking étant un nom de personne dans ce cas. L'existence du nom de personne Uiginn qui se retrouve dans les patronymes irlandais Ó hUiginn et Mac Uiginn (anglais O'Higgins et Maguigan) renforce la thèse du « pré d'un personnage nommé Viking ».
Le nom irlandais de ce massif est Sléibhte Chill Mhantáin, c'est-à-dire les « montagnes de l'Église de Mantan », d'après un disciple de saint Patrick. Elles sont localement connues sous l'appellation de montagnes de Dublin, ou Sléibhte Bhaile Átha Cliath en irlandais.
La région entière a auparavant été appelée Cualu. D'autres noms se sont rapportés à des territoires montagneux de taille variée tenus par des clans locaux : la région entre le Nord du comté de Wicklow et le Sud de celui de Dublin a été connue en tant que Cualann alors que le Glen of Imaal prend son nom du territoire appelé Hy Mail. Un des septs de la famille O'Byrne, le Gaval Rannall, possédait la zone autour du Glenmalure, connue en tant que Gaval-Rannall ou Ranelagh. Au Moyen Âge, la région était appelée « montagnes du Leinster » par l'administration anglaise.

## Géographie

### Situation

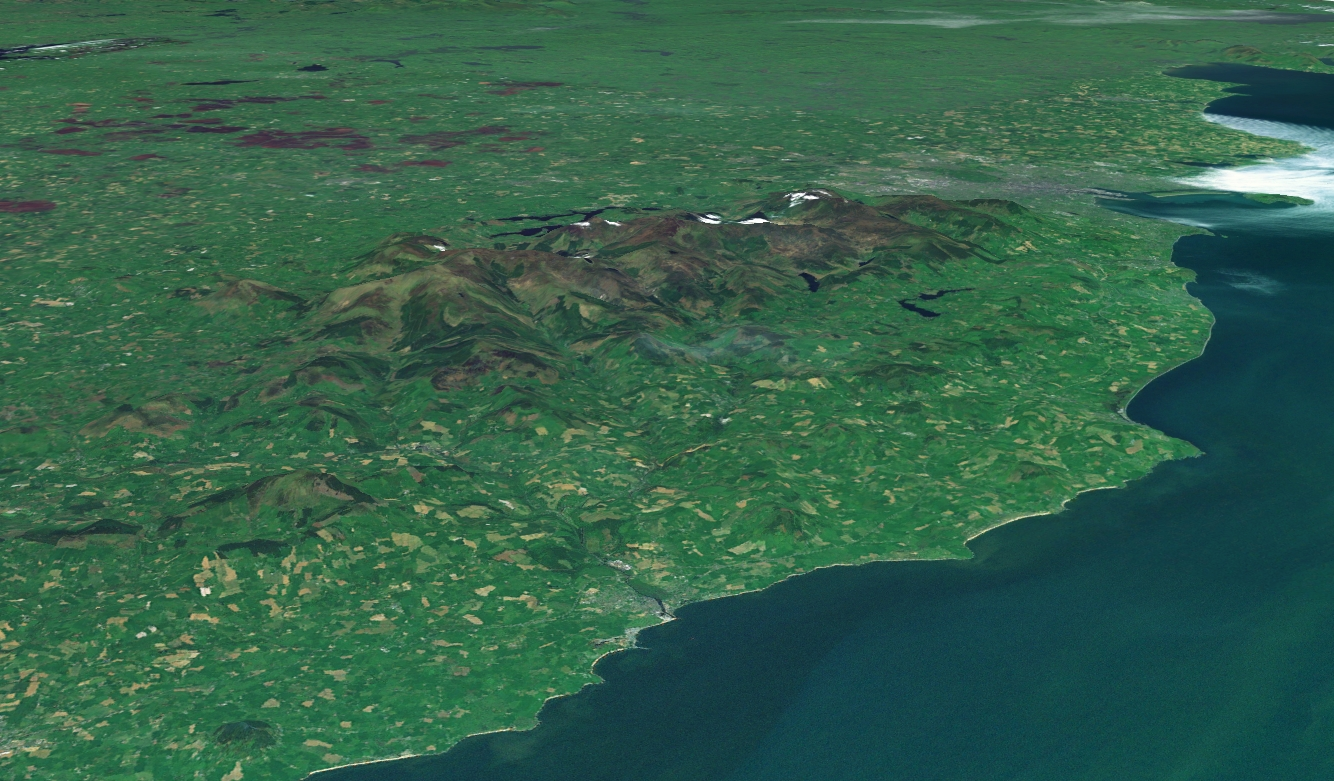
Image de synthèse des montagnes de Wicklow à l'aplomb de la mer d'Irlande avec Dublin et son agglomération à l'arrière-plan à droite.

Les montagnes de Wicklow se trouvent dans le quart Sud-Est de l'île d'Irlande, en république d'Irlande, au sud de la capitale Dublin. Le massif s'étend selon un axe nord-nord-est/sud-sud-ouest dans la province du Leinster, depuis le comté de Dublin vers celui de Wexford en passant par ceux de Wicklow et de Carlow. Il constitue la plus vaste région de plateaux d'Irlande avec 500 km2 continus à plus de 300 mètres d'altitude,. Les limites méridionales du massif se trouvent aux pieds de Croghan Kinsella, le point le plus élevé des comtés de Wicklow et de Wexford, et de Stooken, au niveau du cours du Slaney. Il se prolonge au sud-ouest par les monts Blackstairs. Au nord, il se termine par Saggart Hill et Montpelier Hill. Tinoran Hill et Collon Hill sont respectivement ses points le plus occidental et le plus oriental.

### Topographie

#### Géomorphologie
Le massif est formé de plusieurs groupes de montagnes distincts : celui du Kippure au nord, à la frontière entre les comtés de Dublin et de Wicklow, ceux de Djouce, Tonelagee, Camaderry et Lugnaquilla au centre, ceux de Church Mountain et Keadeen à l'ouest, et celui de Croghan Kinsella au sud ; à l'est, séparé du reste du massif par le plateau de Vartry, se trouve le groupe comprenant le Great Sugar Loaf, le Little Sugar Loaf et Bray Head.
La vallée du Glenmalure, dans l'est des montagnes de Wicklow, est la plus encaissée du massif au nord-est du groupe de Lugnaquilla. Légèrement au nord, toujours dans la partie orientale, se trouve le Glendalough et ses vallées satellites, le Glenmacnass et le Glendasan. Le Glencree est dominé par le Kippure au nord-est du massif. À l'ouest des crêtes principales se situe le Glen of Imaal, utilisé en grande partie comme terrain d'artillerie par les Forces de Défense irlandaises.

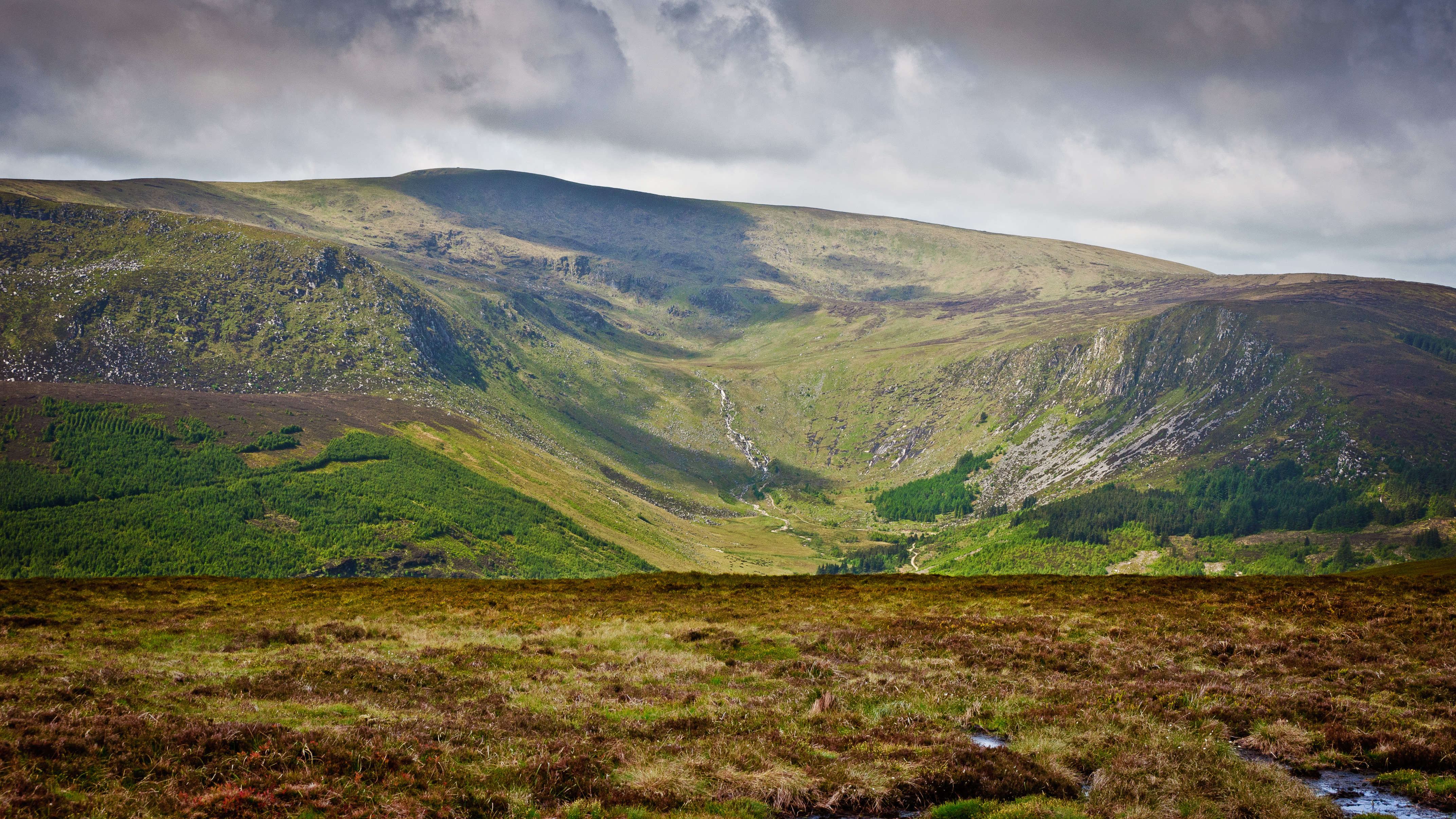
Vue de Lugnaquilla, plus haut sommet du massif.

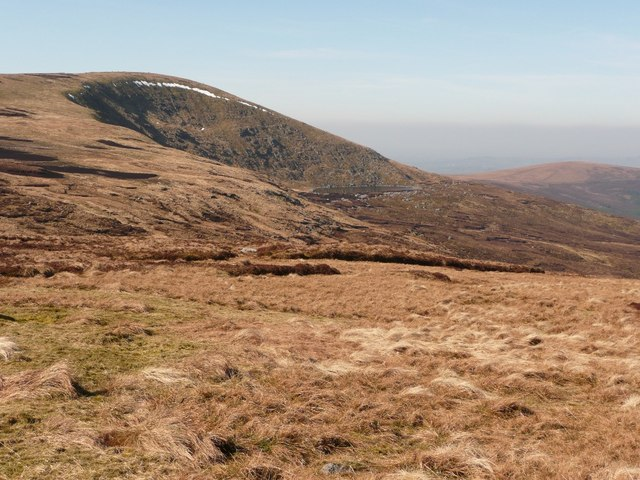
Vue de Mullaghcleevaun, deuxième haut sommet du massif.

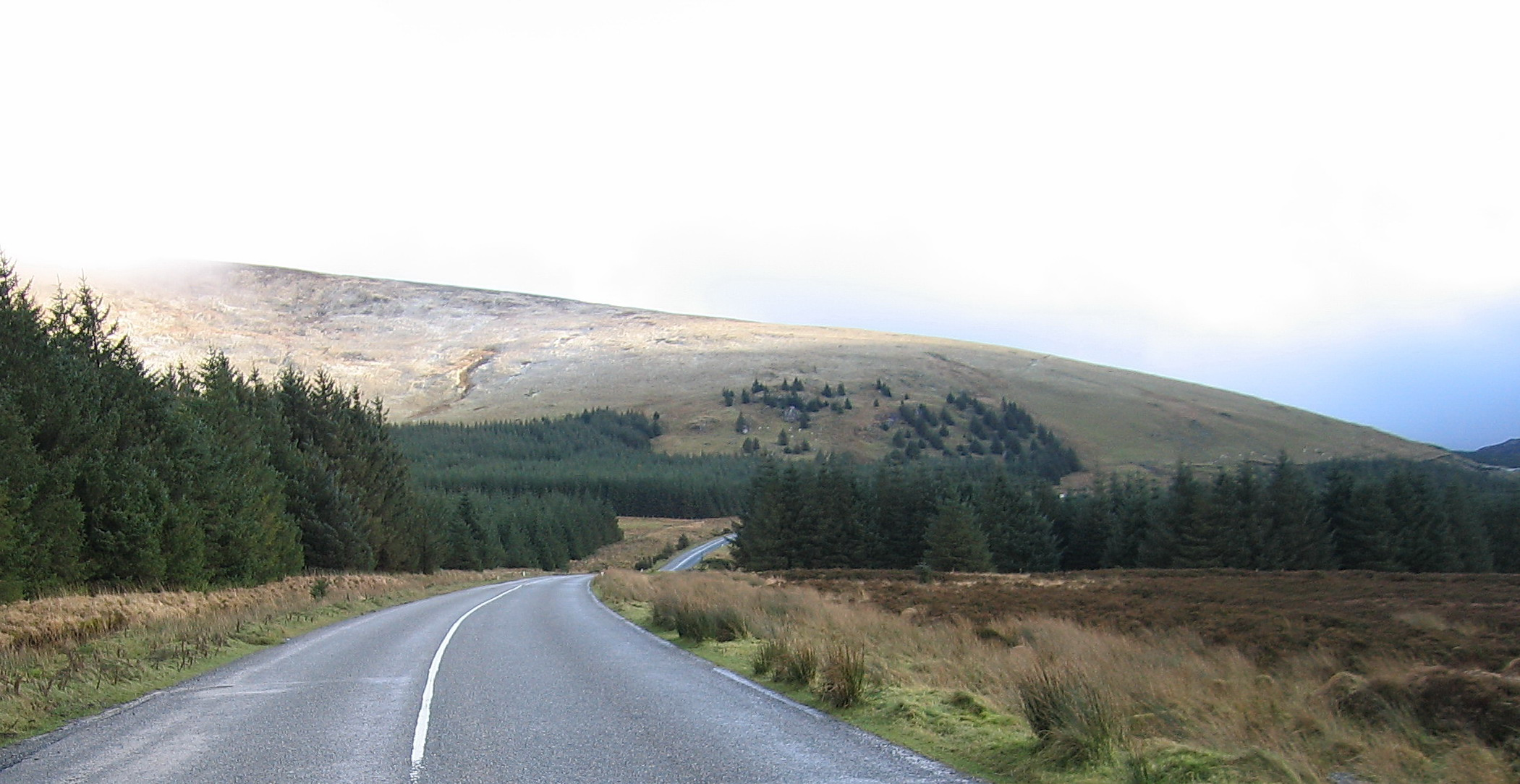
Vue de Tonelagee, troisième plus haut sommet du massif.

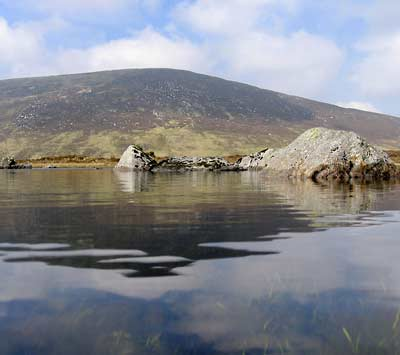
Vue de Cloghernagh, quatrième plus haut sommet du massif.

Lugnaquilla est le point culminant des montagnes de Wicklow et le treizième plus haut d'Irlande avec 925 mètres d'altitude. C'est aussi le sommet le plus élevé de la province du Leinster et le seul munro d'Irlande situé en dehors du Munster. Mullaghcleevaun est le deuxième plus haut sommet à 847 mètres d'altitude. Kippure, à 757 mètres d'altitude, est le point culminant du comté de Dublin. Trente-neuf sommets dépassent 600 mètres d'altitude ; seuls trois cols permettent de franchir les montagnes en dessous de cette altitude, ce qui fait de Sally Gap (498 m) et de Wicklow Gap (478 m) les plus hauts cols routiers du pays.

#### Sommets principaux
Le tableau ci-dessous dresse la liste des vingt plus hauts sommets des montagnes de Wicklow.
| Rang | Sommet          | Altitude |
| ---- | --------------- | -------- |
| 1    | Lugnaquilla     | 925 m    |
| 2    | Mullaghcleevaun | 849 m    |
| 3    | Tonelagee       | 817 m    |
| 4    | Cloghernagh     | 800 m    |
| 5    | Corrigasleggaun | 794 m    |
| 6    | Slievemaan      | 759 m    |
| 7    | Camenabologue   | 758 m    |
| 8    | Kippure         | 757 m    |
| 9    | Conavalla       | 734 m    |
| 10   | Djouce          | 725 m    |
| 11   | Seefingan       | 724 m    |
| 12   | Duff Hill       | 720 m    |
| 13   | Gravale         | 718 m    |
| 14   | Barnacullian    | 714 m    |
| 15   | Moanbane        | 703 m    |
| 16   | Table Mountain  | 701 m    |
| 17   | Camaderry       | 698 m    |
| 18   | Silsean         | 698 m    |
| 19   | Benleagh        | 689 m    |
| 20   | War Hill        | 686 m    |

### Hydrographie
Les montagnes de Wicklow sont la source de plusieurs bassins hydrographiques importants. La fine couche de tourbe ne pouvant pas retenir de grandes quantités d'eau, la plupart des rivières ont un régime pluvial très prononcé.

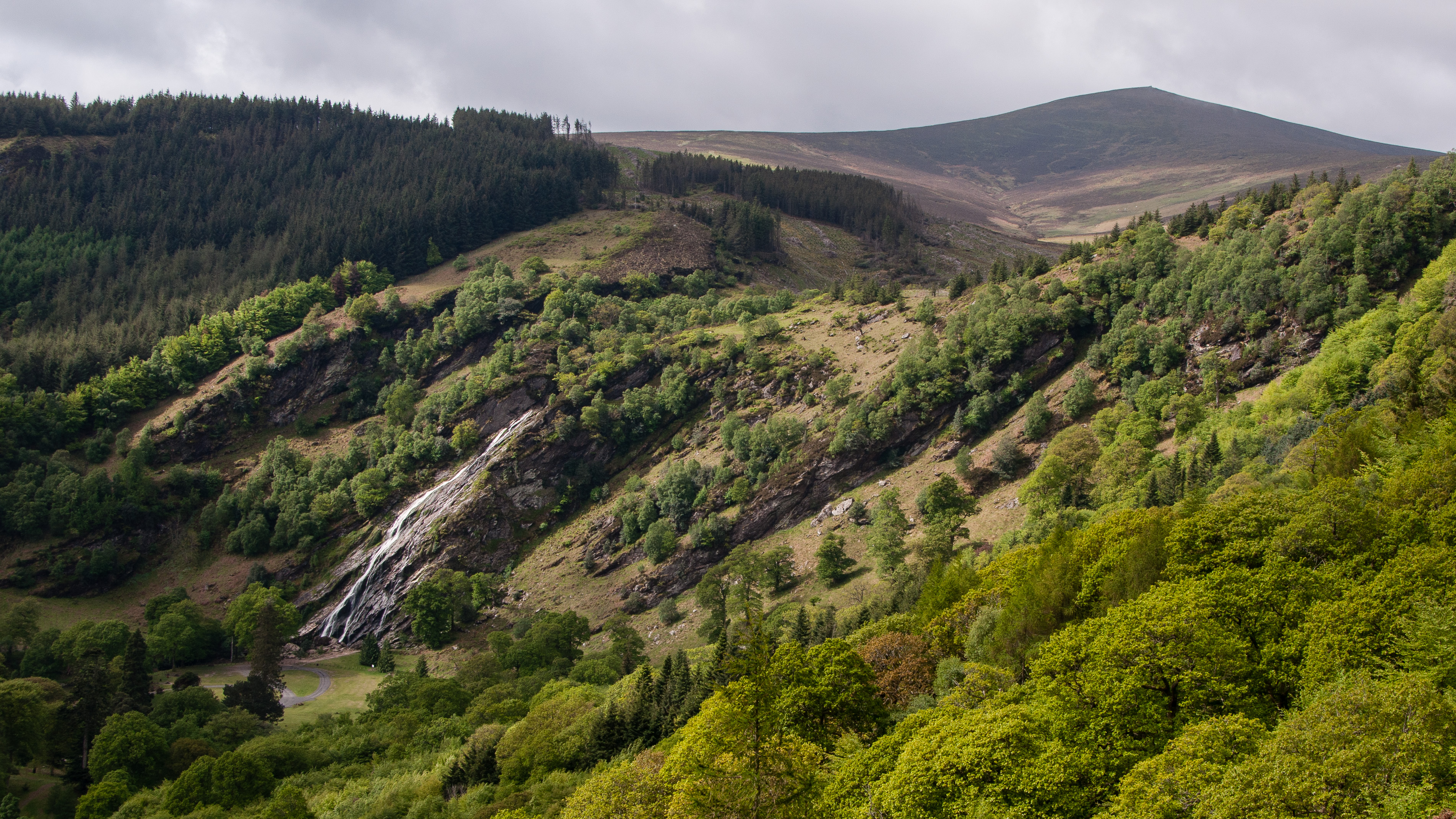
Vue de la cascade Powerscourt à la source du fleuve Dargle.

Le fleuve Liffey naît entre les montagnes Kippure et Tonduff, au Liffey Head Bog (littéralement « tourbière principale de Liffey »). Un de ses principaux affluents, la rivière Dodder, prend sa source près du versant nord du Kippure. La King's River naît au Mullaghcleevaun et rejoint le Liffey près de Blessington.
Le fleuve Vartry prend sa source entre les pentes de Djouce et du Great Sugar Loaf. Le fleuve Dargle jaillit non loin de là, entre Djouce et War Hill, sous la forme de la cascade Powerscourt, la plus haute chute d'eau d'Irlande avec 121 mètres le long d'une falaise formée par un glacier au point de contact entre les granites et les micaschistes du massif. Les chutes d'eau en amont des vallées de Glendalough, Glenmacnass et Glendasan se forment également au niveau de cette jonction, comme le fait la cascade Carrawaystick dans le Glenmalure.

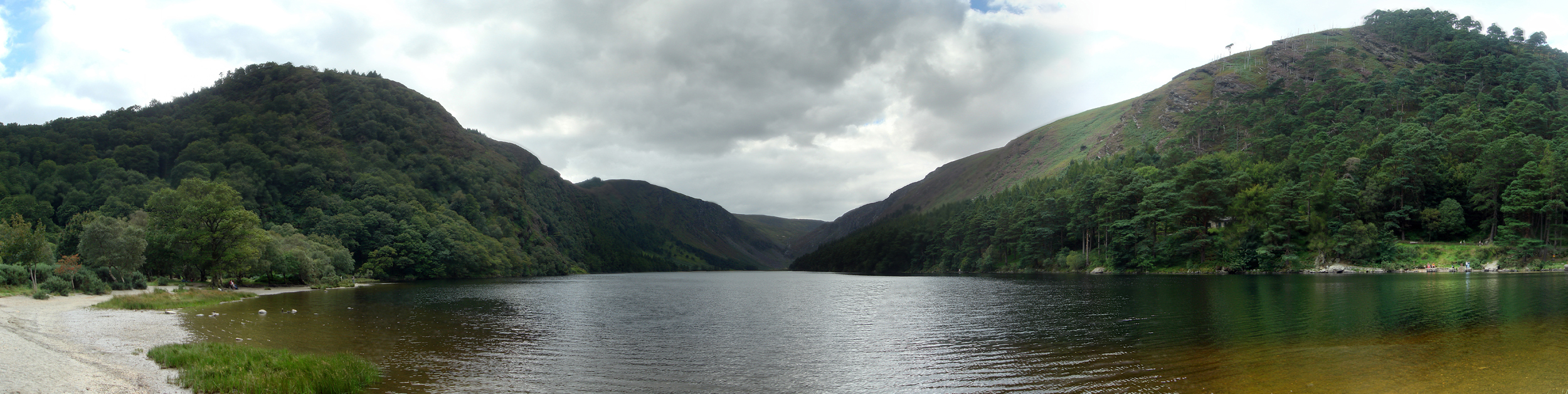
Vue de l'Upper Lake à Glendalough.

Le Slaney prend sa source dans le cirque glaciaire de North Prison au nord-ouest de Lugnaquilla et serpente à travers le Glen of Imaal vers l'ouest où il est rejoint par les rivières Leoh, Knickeen et Little Slaney, avant de s'orienter vers le sud pour aller se jeter dans la mer d'Irlande à Wexford après 72 kilomètres. Un autre de ses affluents, la rivière Derreen, naît sur le versant méridional de Lugnaquilla.
Chacune des branches du fleuve Avoca – l'Avonmore, l'Avonbeg et l'Aughrim – trouve son origine dans des cours d'eau secondaires dont la plupart prennent leur source dans les montagnes de Wicklow. Les rivières Glenealo, Glendasan et Annamoe confluent pour former l'Avonmore près de Laragh. L'Annamoe elle-même naît près de Sally Gap et grossit après sa jonction avec le Cloghoge Brook entre les lacs Lough Tay et Lough Dan puis celle avec le ruisseau Inchavore au sein de ce même Lough Dan. L'Avonbeg prend sa source sur Table Mountain au niveau des Three Lakes (littéralement « Trois lacs »). L'Avonmore et l'Avonbeg confluent au Meeting of the Waters (littéralement la « Rencontre des eaux ») dans le Vale of Avoca, célébré par la chanson de Thomas Moore, The Meeting of the Waters. L'Avoca est rejoint par l'Aughrim à Woodenbridge, site parfois surnommé Second Meeting of the Waters. L'Aughrim est formé par les eaux de la Derry Water et de la rivière Ow, cette dernière naissant au Lugnaquilla.

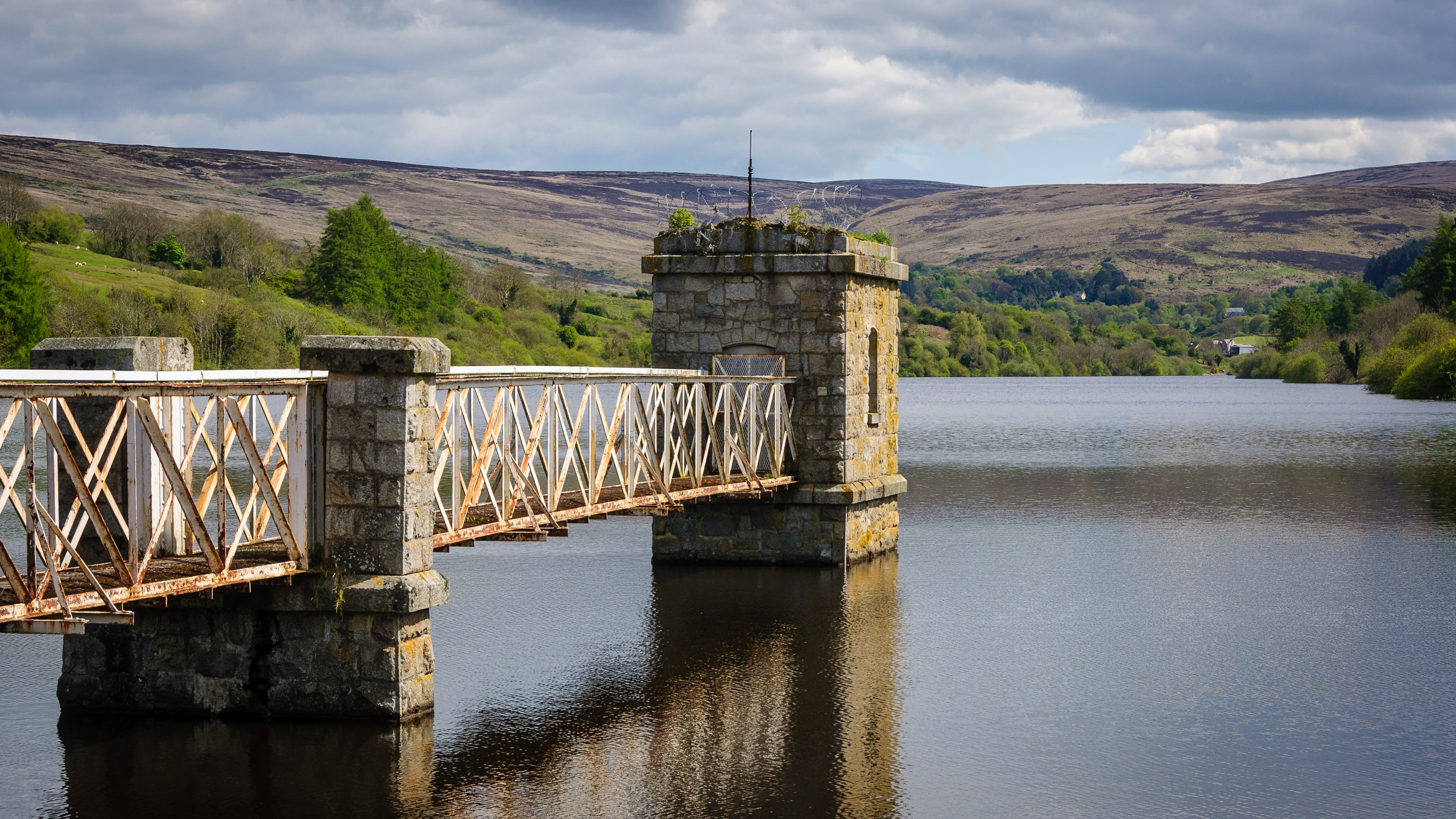
Vue du réservoir supérieur de Bohernabreena dans la vallée de Glenasmole.

Des barrages ont été construits sur le cours de plusieurs de ces rivières dans le but de constituer des réservoirs destinés à l'alimentation en eau potable de Dublin et ses environs. La première a été le fleuve Vartry, endigué dans les années 1860 afin de créer le réservoir du même nom près de Roundwood. Un second barrage y est ajouté en 1924 pour accroître sa capacité. La rivière Dodder alimente les deux réservoirs Bohernabreena, sur les piémonts septentrionaux des montagnes de Wicklow, à Glenasmole dans le comté de Dublin, qui sont construits entre 1883 et 1887 pour fournir de l'eau à l'ancien bailliage de Rathmines. Le réservoir Poulaphouca, sur le fleuve Liffey près de Blessington, est créé entre 1938 et 1940. Deux barrages hydroélectriques, construits dans les années 1940, sont également présents à Poulaphouca. Une centrale à pompage-turbinage est construite à Turlough Hill entre 1968 et 1974. En 2010, elle reste la seule centrale hydroélectrique de ce type en Irlande. L'eau est pompée dans le Lough Nanahangan, un lac naturel, et reversée dans un réservoir artificiel au sommet de la montagne, puis relâchée en cas de pointe de consommation électrique,.

### Géologie
Les montagnes de Wicklow sont essentiellement composées de granite et, en périphérie, de couches de micaschistes et de roches plus anciennes telles que des quartzites. Ces dernières appartiennent au groupe de Bray incluant Bray Head, le Little Sugar Loaf et le Great Sugar Loaf. Elles ont été métamorphisées à partir de grès formés dans les eaux profondes du paléo-océan Iapétus au cours du Cambrien (542 à 488 millions d'années BP). Les strates de sédiments ont ensuite formé, le long du plancher océanique, des ardoises et des schistes mélangés à des roches volcaniques remontées alors que Iapétus commence à rétrécir par subduction au cours de l'Ordovicien (488 à 443 millions d'années BP). Ces roches sont désormais enfouies sous la pénéplaine du plateau de Vartry, entre le groupe de Bray et la partie principale du massif.

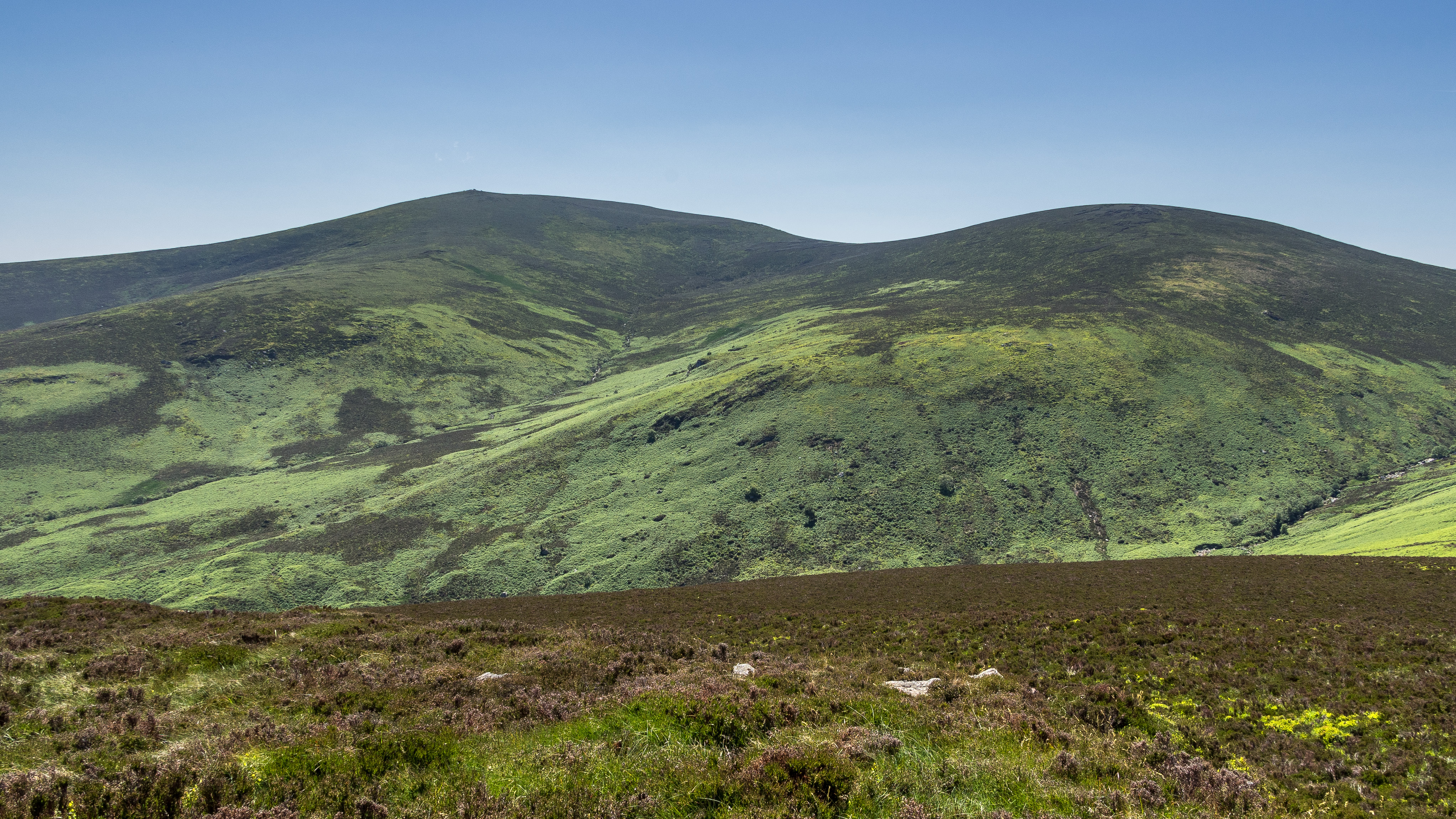
Vue de Djouce, à gauche, et War Hill, à droite, mettant en évidence les différences de relief en fonction de la géologie des sommets.

L'océan Iapétus se referme totalement à la fin du Silurien (443 à 415 millions d'années BP) et les montagnes de Wicklow se soulèvent pendant la phase principale de l'orogenèse calédonienne au début du Dévonien (415 à 358 millions d'années) lorsque les continents de Baltica et Laurentia entrent en collision. Il en résulte un large batholite de granite identifié sous le nom de chaîne du Leinster, la plus vaste zone de granite continue des îles Britanniques, qui court de Dún Laoghaire sur la côte de la mer d'Irlande à New Ross dans l'Ouest du comté de Wexford et comprend, outre les montagnes de Wicklow, les monts Blackstairs,. La chaleur produite par la collision métamorphise les ardoises et les schistes en marge des granites en micaschistes. Les processus d'érosion ont fait disparaître la plus grande partie des micaschistes du sommet des montagnes et ont mis à nu le granite jusque-là sous-jacent. Quelques traces subsistent notamment au sommet de Lugnaquilla. De forts contrastes géomorphologiques existent, par exemple entre War Hill, granitique et arrondie, et Djouce, constitué de micaschistes et à l'aspect acéré. Le massif a été affecté par le soulèvement tectonique d'une grande partie des marges continentales de l'Atlantique Nord au cours du Cénozoïque. Ces transformations auraient été provoquées par des mouvements de matière en fusion dans la lithosphère ou l'asthénosphère, ou bien par un rebond isostatique dû au retrait de l'inlandsis du pôle Nord. Il en a résulté à l'Éocène plusieurs systèmes de failles dans le Sud-Est de l'île,.

Vue des Loughs Bray supérieur et inférieur depuis les pentes du Kippure.

Le dernier événement géologique majeur à avoir affecté le massif est la glaciation du Pléistocène (2,58 millions à 11 700 ans BP). La calotte glaciaire creuse et modèle les vallées en « U » caractéristique des glens de Wicklow, à l'instar de celui de Glendalough ou du Glenmacnass. Alors que la glace fond, de petits glaciers subsistent dans des cirques où des moraines constituent des barrages naturels, formant des lacs comme Loughs Bray et Nahanagan. Certains cirques sont dépourvus de lacs, comme North Prison et South Prison au Lugnaquilla. Les eaux de fonte entaillent de profondes gorges en plusieurs endroits, notamment le Glen of the Downs, le Devil's Glen et The Scalp. Des lacs glaciaires rubaniformes, tels que le Lough Dan et les lacs du Glendalough, se forment également.

### Climat
Les montagnes de Wicklow, comme le reste de l'Irlande, connaissent un climat océanique tempéré avec des étés doux et humides et des hivers frais et arrosés. Les mois de juin et juillet sont généralement les plus secs ; décembre et janvier sont les plus arrosés. La hauteur annuelle de précipitations est comprise entre 1 300 mm à faible altitude et 2 400 mm sur les sommets les plus élevés, les plus occidentaux étant les plus arrosés : par exemple, Djouce, à l'est, reçoit 1 630 mm de précipitations par an contre 1 950 mm pour Duff Hill, à l'ouest. Il pleut 175 à 200 jours par an. La couverture neigeuse peut se maintenir pendant un mois en hiver sur les plus hauts sommets,. L'ensoleillement moyen annuel est de quatre heures par jour, favorisé par la localisation du massif au Sud-Est de l'île. Les forts vents à dominantes sud et ouest sont un facteur important dans l'érosion des sols tourbeux sur les sommets. Des rafales de 234 kilomètres par heure ont été mesurées au sommet de Kippure. Les températures descendent rarement en dessous de 0 °C en journée et seules des conditions anticycloniques associées à des vents continentaux d'est peuvent apporter des périodes de gel en janvier et février. La température moyenne est de 1 °C en janvier et de 13 °C en juillet. Elle peut atteindre 25 °C en l'absence de vent et de précipitations mais les sommets ont un déficit de températures de 5 à 10 °C.

### Faune et flore

Carte des milieux végétaux.

L'habitat originel des hauteurs est constitué de landes et de tourbières. Ces dernières se mettent en place il y a 4 000 ans avec la combinaison d'un changement climatique et de l'intensification de l'activité humaine. Auparavant, les montagnes étaient couvertes de forêts tempérées de conifères. L'humidification et le réchauffement du climat conduisent à l'engorgement en eau et au lessivage des nutriments des sols menant à la formation de tourbe. Les tourbières de montagne se trouvent au-delà de 200 mètres d'altitude, dans des zones où des précipitations surviennent plus de 175 jours par an. La contribution la plus importante pour leur mise en place vient des sphaignes. Les plantes carnivores comme les espèces présentes de droséras et de grassettes sont spécifiques de ce milieu alors que la Narthécie des marais (Narthecium ossifragum) et la Linaigrette à feuilles étroites (Eriophorum angustifolium) y sont également communes. La présence d'eau est essentielle dans la reproduction des anisoptères et des zygoptères. Les tourbières du massif abritent aussi parmi les insectes des espèces de gerridés, de gyrins, de notonectes, de nématocères, d'éphéméroptères, de plécoptères, le Petit paon de nuit (Saturnia pavonia), ainsi que la Grenouille rousse (Rana temporaria), le Lézard vivipare (Zootoca vivipara) et le Triton ponctué (Lissotriton vulgaris),. Certains oiseaux limicoles tels les bécassines, courlis et Pluviers dorés (Pluvialis apricaria) se nourrissent près des mares. Des tourbières sont encore en développement sur certains sites, en particulier celle du Liffey Head Bog.
Toutefois, en raison du drainage des eaux des tourbières résultant de l'activité humaine dans le massif, la plupart se sont tellement asséchées que les sphaignes n'ont plus pu se développer, si bien qu'elles ont été remplacées par des landes. La Bruyère callune (Calluna vulgaris) et la Bruyère cendrée (Erica cinerea) sont les espèces de plantes les plus communes de ce milieu, avec la Myrtille commune (Vaccinium myrtillus, localement appelée fraughan), la Linaigrette à feuilles étroites et la Molinie bleue (Molinia caerulea). Parmi les oiseaux figurent le Lagopède d'Écosse (Lagopus lagopus scoticus), le Pipit farlouse (Anthus pratensis) et l'Alouette des champs (Alauda arvensis). Les crécerelles, le Busard Saint-Martin (Circus cyaneus), le Faucon émerillon (Falco columbarius) et le Faucon pèlerin (Falco peregrinus), celui-ci étant une espèce protégée, sont des rapaces fréquentant les hauteurs. Les montagnes sont propices au pâturage des moutons et les landes sont périodiquement écobuées pour maîtriser la croissance des bruyères et faciliter celle des plantes herbacées.

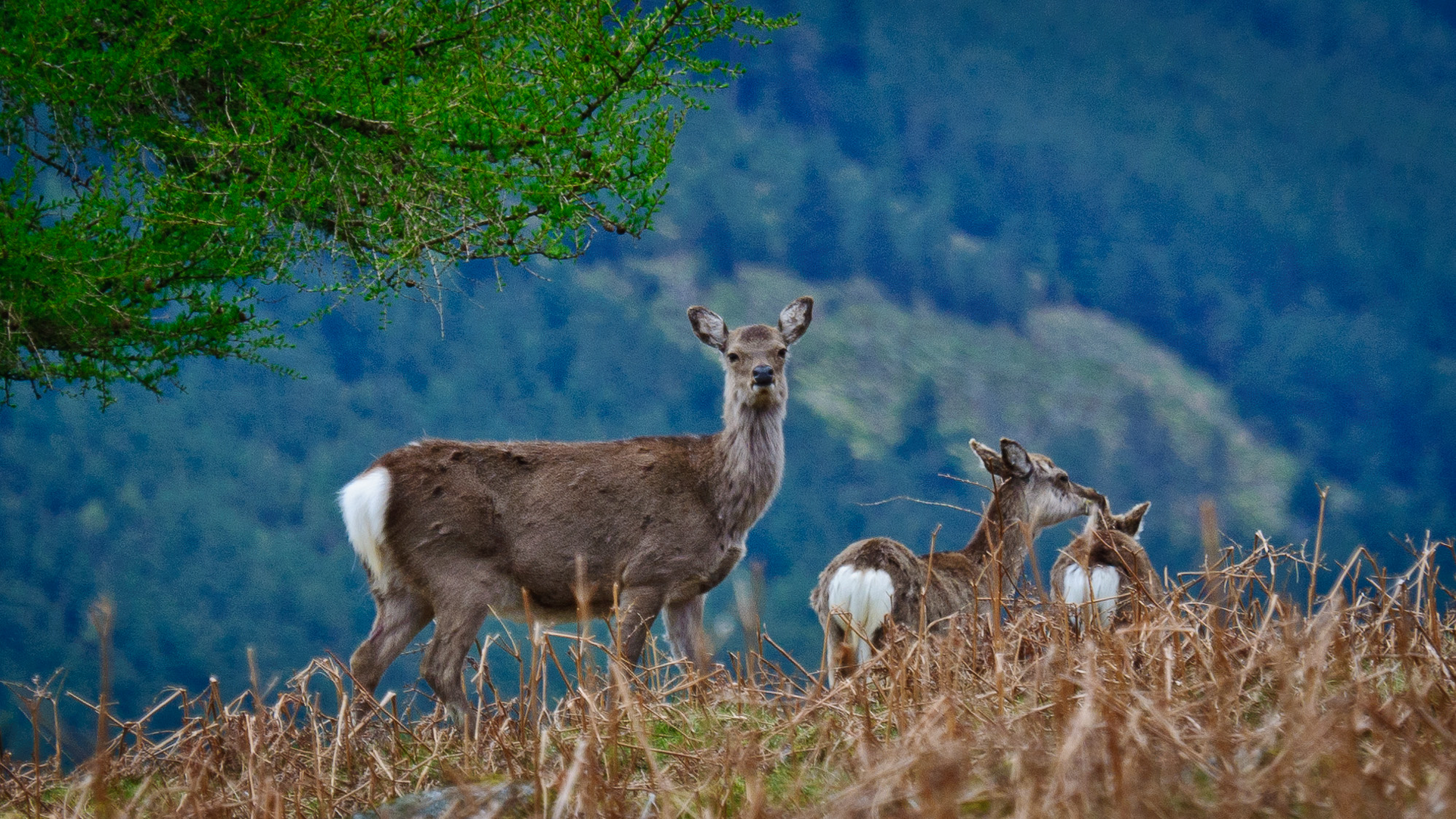
Hybride de Cerf élaphe × Sika sur les pentes du mont Camaderry.

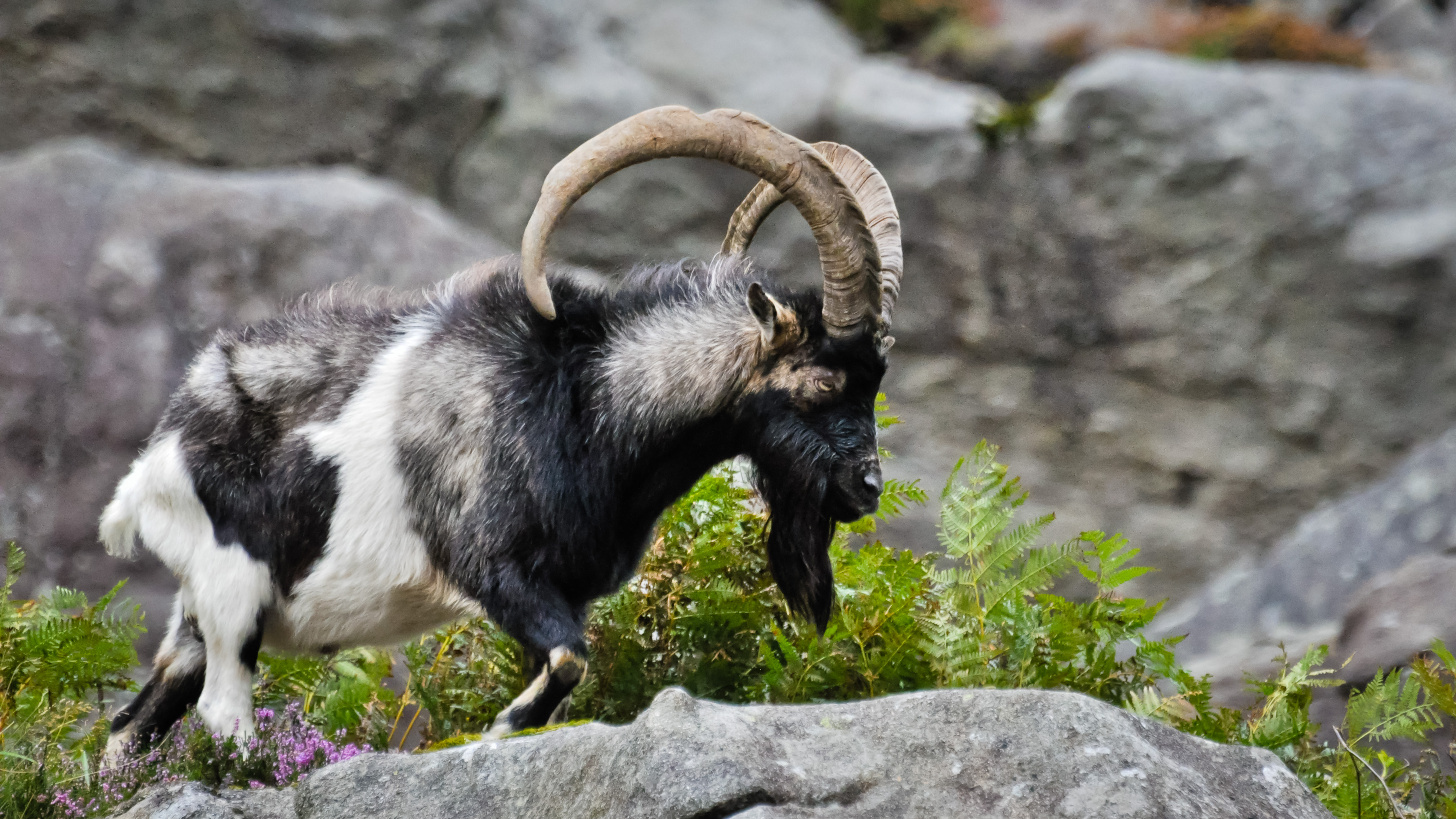
Chèvre retournée à l'état sauvage dans la vallée de Glenealo.

Le Cerf élaphe, autrefois indigène des montagnes de Wicklow mais chassé jusqu'à son extinction, est réintroduit sur les terres de la propriété Powerscourt au cours du XVIIIe siècle. Le Cerf Sika, ou Cerf du Japon, a également été importé à cette occasion et s'est croisé avec le Cerf élaphe. Tous les cerfs présents au début du XXIe siècle dans le massif sont des descendants de la harde de Powerscourt et sont soit des Cerfs Sika soit des hybrides des deux espèces. Les autres mammifères sont représentés par la chèvre domestique retournée à l'état sauvage, le Lièvre variable (Lepus timidus), le Blaireau européen (Meles meles), l'hermine (Mustela erminea), des loutres, l'Écureuil roux (Sciurus vulgaris), l'Écureuil gris (Sciurus carolinensis) et des chauves-souris. Le megaloceros, ou « élan irlandais », est une espèce éteinte de cerf ayant vécu dans le massif il y a 11 000 ans environ dont les restes ont été découverts en grande quantité dans des tourbières, notamment celle de Ballybetagh près de Glencullen. Le loup (Canis lupus) a également peuplé jadis les montagnes mais a été exterminé dans l'île par les chasseurs : le dernier spécimen du massif a été abattu dans la vallée de Glendalough en 1710.
Une déforestation extensive commence dès l'âge du bronze et se poursuit jusqu'au début du XXe siècle. Des programmes de reboisement sont mis en place dans les années 1920 et s'accélèrent dans les années 1950 avec la plantation de vastes forêts de conifères, notamment en lieu et place des landes d'altitude jusque-là considérées comme impropres à la pousse d'arbres. L'espèce dominante est l'Épinette de Sitka (Picea sitchensis), représentant 58 % des forêts artificielles, accompagnée du Pin tordu (Pinus contorta), de l'Épicéa commun (Picea abies), du Pin sylvestre (Pinus sylvestris) et du Pin d'Oregon (Pseudotsuga menziesii). La biodiversité dans ces plantations est pauvre en raison de l'origine allochtone de ces espèces de conifères. Les plantations de feuillus sont rares, représentant moins de 10 % des forêts, et sont dominées par le Chêne rouvre (Quercus petraea) avec, dans les couches inférieures et intermédiaires de la végétation, le houx (Ilex aquifolium), le Sorbier des oiseleurs (Ilex aquifolium), le Frêne élevé (Fraxinus excelsior) et le Noisetier commun (Corylus avellana). Elles se concentrent en partie dans le Glendalough, vallée qui était entièrement boisée il y a 7 000 ans mais a été totalement exploitée entre les XIIIe et XVIIIe siècles.
Les rivières dans la partie supérieure des glens servent de frayères pour le Saumon atlantique (Salmo salar) et la Truite fario (Salmo trutta fario). L'Omble chevalier (Salvelinus alpinus), isolé dans les lacs du massif depuis la fin de la dernière glaciation, a naguère été recensé dans le Lough Dan et les lacs de Glendalough mais pourrait s'être éteint depuis. Un programme de réintroduction dans l'Upper Lake, à Glendalough, a débuté en 2009.

### Population et infrastructures

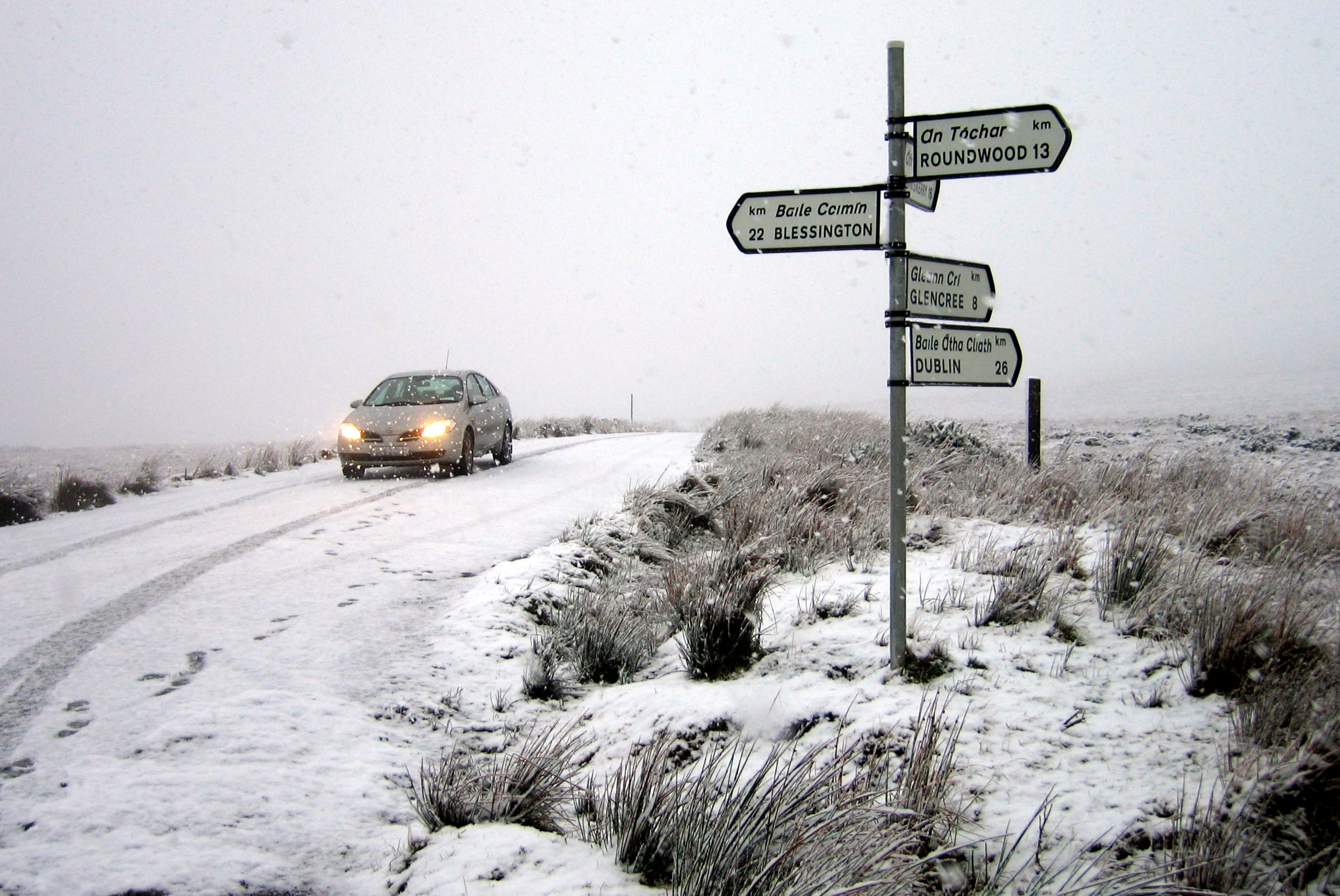
Vue du croisement entre la route régionale R759 et l'ancienne route militaire R115 à Sally Gap.

Les principales villes en bordure des montagnes de Wicklow sont Blessington avec 4 018 habitants, Enniskerry avec 1 881 habitants, Baltinglass avec 1 735 habitants ou encore Rathdrum qui en compte 1 405. De nombreux petits villages souvent isolés se trouvent au cœur du massif.
Trois routes régionales permettent de franchir le massif d'est en ouest : la R759 qui passe par Sally Gap, la R756 qui passe par Wicklow Gap et la R747 au sud qui relie Baltinglass à Arklow. L'ancienne route militaire R115 (en anglais : Military Road, en irlandais : An Bóthar Míleata) traverse toute la partie septentrionale des montagnes de Wicklow en partant de la banlieue sud de Dublin pour rejoindre Laragh. La route régionale R755 est également orientée du nord au sud jusqu'à Rathdrum et globalement parallèle aux crêtes principales, à une dizaine de kilomètres à l'est. La route nationale secondaire N81 contourne le massif par l'ouest, en reliant notamment Blessington à Baltinglass, tandis que la route nationale primaire N11 l'évite par l'est en longeant la côte de la mer d'Irlande, en reliant Dublin à Arklow.

## Histoire

### Peuplement
Les premiers habitants des montagnes de Wicklow arrivent probablement de Grande-Bretagne dès 7000 av. J.-C. Ce sont des nomades chasseurs-cueilleurs du Mésolithique utilisant des outils en pierres taillées. La plus ancienne trace d'activité humaine à l'intérieur du massif remonte à 4300 av. J.-C. environ. Les tombes à couloir du Néolithique sont les éléments les plus précoces et les plus remarquables d'une civilisation irlandaise préhistorique dans les montagnes de Wicklow. Elles sont bâties sur de nombreux sommets occidentaux et septentrionaux entre Saggart et Baltinglass, dans le comté de Wicklow, à l'instar de Seefin et Seefingan. L'archéologue Geraldine Stout a émis l'hypothèse qu'elles pouvaient avoir une fonction de marqueur territorial, comme les bornes frontières contemporaines. Les autres formes d'art préhistorique présentes sur les hauteurs comprennent des cromlechs, des menhirs, des cairns et de l'art rupestre,,. La présence de pierres dressées en altitude suggère qu'elles aient pu servir de bornes routières. Le plus vaste complexe de forts des collines (similaires à des oppidums ou des castros) se trouve près de Baltinglass. Parallèlement, à la fin de l'âge du bronze, des routes sont tracées dans le fond des vallées afin de faciliter les échanges entre les communautés.

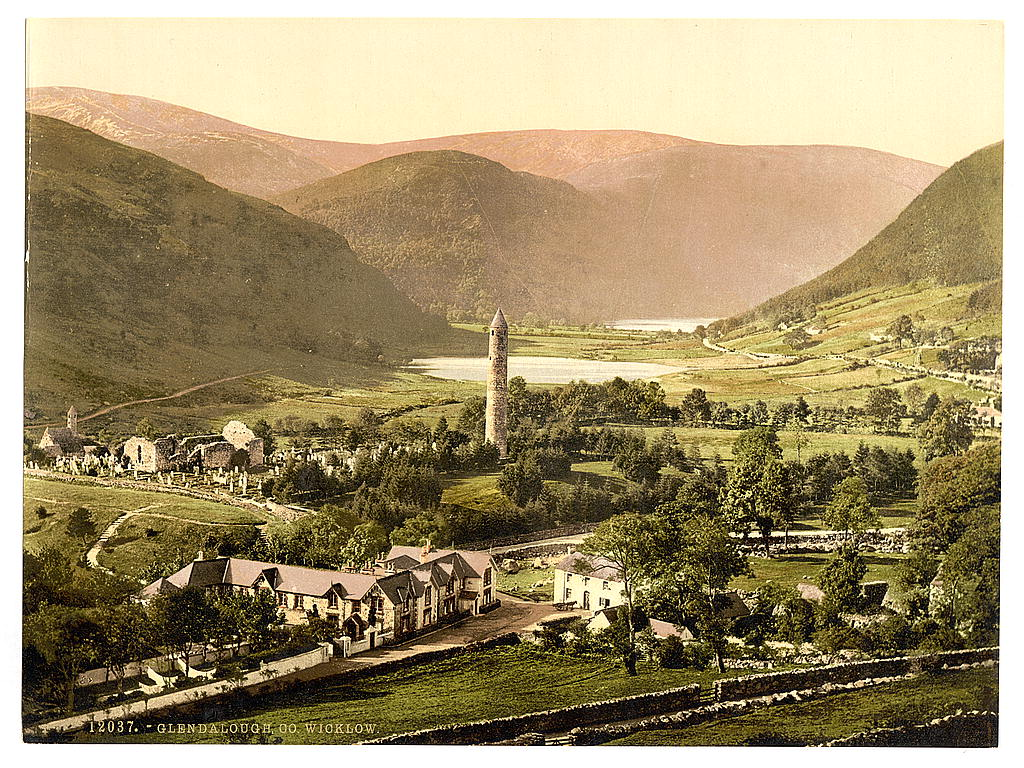
Carte postale représentant le village de Glendalough à la fin du XIX.

Les premières tribus connues à avoir contrôlé les montagnes de Wicklow sont les Dál Messin Corb, les Uí Mail, les Uí Theig et les Uí Briúin. Un des membres des Dál Messin Corb est saint Kevin, qui fonde le monastère de Glendalough à la fin du VIe siècle. Kevin voyage depuis Hollywood et traverse les montagnes par Wicklow Gap. Au VIIIe siècle, Glendalough est déjà devenu un village significatif de 500 à 1 000 habitants ainsi qu'un important lieu d'apprentissage et de pèlerinage. Les monastères sont régulièrement attaqués, en particulier en périodes d'épidémies et de famines, et la prospérité de Glendalough en fait une cible fréquente pour les tribus locales et, plus tard, pour les invasions vikings. Le monastère perd de l'importance après l'arrivée des Normands au XIIe siècle et son annexion postérieure par l'archidiocèse de Dublin. Il est incendié par les Anglais en 1398 mais le village reste habité jusqu'à la fin du XVIe siècle. D'importants sites des débuts de l'Église d'Irlande sont également présents dans les piémonts près de Dublin, à Rathmichael et Tully.
En 1170, au cours de l'invasion normande de l'Irlande, Richard FitzGilbert de Clare dit « Strongbow » et Diarmait MacMurrough dressent avec succès le siège de Dublin en suivant un parcours élevé à travers les montagnes de Wicklow, évitant les défenses militaires le long de la voie normale à l'ouest du massif. L'invasion provoque le déplacement de deux clans gaéliques importants du comté de Kildare, les O'Byrne et les O'Toole, respectivement vers l'est et vers l'ouest des montagnes de Wicklow. Depuis leurs forteresses naturelles, chacune des familles mène une campagne incessante de harcèlements contre les envahisseurs et le massif obtient le qualificatif de terra guerre, par opposition à terra pacis des plaines pacifiées. La vallée de Glenmalure fournit un refuge pratiquement imprenable pour les clans. Les forces armées anglaises subissent de lourdes défaites, d'abord en 1274 puis en 1580 durant la bataille de Glenmalure,. Au cours de cette dernière, les rebelles irlandais sont menés par Fiach McHugh O'Byrne, qui dirige plusieurs attaques contre les Anglais et participe à l'évasion de nombreux otages retenus pour s'assurer de la loyauté des clans. Un de ces otages est Hugh Roe O'Donnell, qui s'échappe du château de Dublin la nuit du 6 janvier 1592 en compagnie d'Art O'Neill. Les deux hommes franchissent les montagnes en plein blizzard et mettent le cap sur le Glenmalure. Art O'Neill meurt d'hypothermie avant d'atteindre leur objectif tandis que Red Hugh doit se faire amputer de plusieurs orteils en raison de gelures. Une croix et une plaque commémorative au nord du mont Conavalla marquent l'endroit où Art O'Neill a péri. Une marche se déroule chaque année en suivant les pas des deux hommes. La domination des O'Byrne et des O'Toole prend fin avec l'Act for the Settlement signé en 1652 qui impose la confiscation de leurs terres par le Commonwealth d'Angleterre.
Une période de paix durable règne sur les montagnes de Wicklow de la fin de la conquête cromwellienne de l'Irlande jusqu'à la rébellion irlandaise de 1798. Bien que les principaux acteurs de celle-ci soient rapidement défaits, une fois encore des rebelles irlandais se réfugient dans le massif et s'en servent de place forte pour attaquer les forces loyalistes pendant plusieurs années. Parmi eux figurent Michael Dwyer, natif des montagnes de Wicklow et plus précisément du bailliage de Camara dans le Glen of Imaal, et Joseph Holt. Les deux hommes finissent par se rendre et sont exilés en Australie. Déterminé à éviter tout nouveau soulèvement à l'avenir, le gouvernement britannique propose la construction à travers les montagnes d'une route militaire, similaire à celles tracées dans les Highlands d'Écosse pour réprimer les révoltes jacobites, afin d'y permettre le déploiement rapide de troupes militaires. La Wicklow Military Road (littéralement « route militaire de Wicklow », désormais R 115 sur une grande partie de sa longueur) est construite entre 1800 et 1809. Elle relie Rathfarnham dans le comté de Dublin à Aghavannagh dans celui de Wicklow en passant par le Glencree, Sally Gap et Laragh. Une série de casernes et de postes de police sont bâtis le long de la route malgré leur usage restreint. Ils tombent rapidement à l'abandon alors que le massif cesse d'être un noyau d'agitations à la suite de l'achèvement des travaux.
Le recensement de 1841 consigne une population de 13 000 habitants dans les hauteurs de Wicklow parmi les 126 143 du comté dans son ensemble. Cinquante ans plus tard, après la Grande famine, la population du comté de Wicklow a chuté à 62 136 habitants selon un nouveau recensement, avec un déclin encore plus prononcé dans les montagnes en raison de la désertion des terres les plus reculées.
L'apparition du chemin de fer au XIXe siècle entraîne le développement du tourisme dans le massif. Les touristes sont transportés en véhicules hippomobiles depuis la gare de Rathdrum jusque dans les montagnes. Le Glendalough devient rapidement la destination la plus populaire, si bien qu'un service de train est envisagé en 1897 mais la proposition n'aboutit à rien. Le potentiel touristique de la Wicklow Military Road est identifié peu après son achèvement et le guide Tours in Ireland, signé en 1822 par G. N. Wright, est l'un des premiers à présenter les sites le long de son parcours.

### Prospection

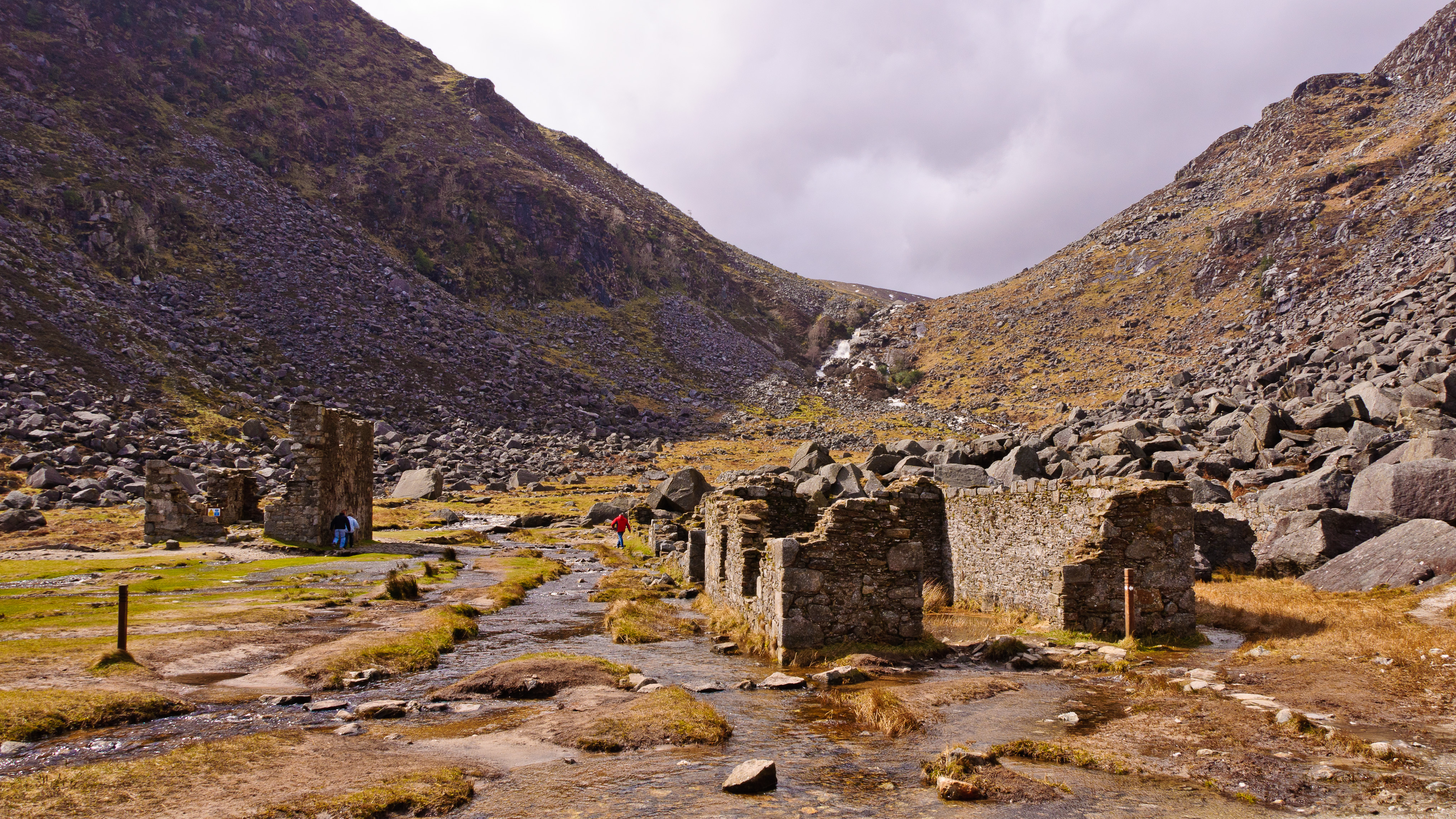
Vue des vestiges d'un village de mineurs dans le Glendalough.

La zone de collision entre les plaques continentales qui a mené à la formation des montagnes de Wicklow a aussi entraîné la minéralisation et la formation d'une des plus remarquables ceinture métallifère d'Irlande. Les plus importants sites de prospection se trouvent à Avoca et à Glendalough. L'activité minière s'est implantée à Avoca dès l'âge du bronze (2500 à 600 av. J.-C.). L'extraction du minerai de fer s'y déroule du XIIe au XVIIe siècle, avant d'y être remplacée par celle du plomb jusqu'au milieu du XVIIIe siècle. La principale activité de 1720 à la fermeture de la dernière mine en 1982 consiste en l'extraction du cuivre. Du soufre a également été extrait à certaines périodes, ainsi que de l'or, de l'argent et du zinc en petites quantités. L'exploitation du plomb a représenté la principale activité économique dans la vallée de Glendalough et celles voisines de Glendasan et Glenmalure. Ce métal a d'abord été découvert dans le Glendasan au début du XIXe siècle et son exploitation a plus tard suivi les veines à travers la montagne Camaderry jusqu'au Glendalough. L'extraction a été plus réduite au Glenmalure. Ce minerai est expédié à Ballycorus pour y être traité. La dernière mine ferme en 1957.
En 1795, un instituteur de la région découvre de l'or dans la rivière Aughatinavought, un affluent de la rivière Aughrim depuis renommé Gold Mines River et s'écoulant sur les pentes de Croghan Kinsella. Au cours de la ruée vers l'or consécutive, des prospecteurs locaux extraient de la rivière quelque quatre-vingt kilogrammes de ce métal précieux, dont une pépite de 682 grammes, le plus gros échantillon jamais découvert dans les îles Britanniques. Les travaux sont ensuite régis par le gouvernement britannique, pour le compte duquel 300 kilogrammes d'or sont encore découverts. Diverses tentatives de localisation du filon principal ont été réalisées sur Croghan Kinsella mais sans succès.
Le granite du massif a été utilisé comme matériau dans la construction de nombreux bâtiments à Wicklow et Dublin, voire au-delà. Les carrières de Ballyknockan ont fourni la pierre pour des édifices comme les Chambres du Parlement irlandais, abritant au College Green de Dublin la Bank of Ireland depuis le début du XIXe siècle, le phare de Dún Laoghaire ou encore la cathédrale de Liverpool. De même, les chantiers pour la construction du General Post Office d'O'Connell Street et de la Chambre de commerce et d'industrie sur Kildare Street, à Dublin, s'approvisionnent auprès des carrières de Glencullen. Les autorités de la ville se sont fournies en pavés à Barnacullia, sur les pentes de Three Rock Mountain. La carrière de Dalkey a procuré le granite pour le port de Dún Laoghaire et pour les digues de la Tamise.

## Activités

### Agriculture et industrie

Carte des activités économiques.

Le pâturage des moutons représente la principale forme d'activité agricole sur les hauteurs, employant essentiellement des élevages de race cheviot. La moitié environ des terres du parc national des montagnes de Wicklow est soumise à une licence renouvelée chaque année du 1er avril au 31 octobre par les autorités du parc auprès des bergers pour faire paître leurs animaux. L'écobuage, destiné à fertiliser les sols, est interdit du 1er mars au 31 août. La sylviculture et l'exploitation de la tourbe sont également pratiquées. Cette dernière est obligatoirement manuelle dans les limites du parc et réservée à un usage domestique. Les parcelles anciennement exploitées sont visibles en grand nombre près de Sally Gap.

### Tourisme
L'ensemble de la région est très fréquenté, spécialement les week-ends, du fait de la proximité immédiate de l'agglomération dublinoise. Le tourisme et les activités récréatives sont incontournables dans les montagnes. Il existe quantité de possibilités d'hébergement. Le Glendalough, en accueillant environ un million de visiteurs par an, est la destination la plus populaire. Un jardin sensoriel, destiné en premier lieu aux personnes handicapées, y a été installé en 2003. Le massif abrite le site monastique médiéval fondé par saint Kevin et la cascade Powerscourt, la plus haute d'Irlande. Il offre de très nombreux lieux de promenades et sites de pêche. Les sports les plus pratiqués sont la randonnée, l'escalade et le cyclisme. Le trial, en particulier à moto, et l'équitation sont réglementés au sein du parc ; la chasse et les sports d'eau mécaniques, par exemple le jet ski, y sont interdits,,. Il est possible de nager dans certains lacs, notamment l'Upper Lake, et de pratiquer le canoë-kayak dans les rivières en périphérie des aires protégées. La randonnée en montagne a été popularisée dans le massif en premier lieu par J. B. Malone par le biais d'une chronique hebdomadaire dans le journal Evening Herald. Il joue plus tard un rôle important dans la création du Wicklow Way, le premier sentier de grande randonnée (localement National Waymarked Trail) en république d'Irlande, qui ouvre en 1980 et traverse les montagnes de Wicklow sur 129 kilomètres et 3 320 mètres de dénivelé positif de Rathfarnham au nord à Clonegal au sud,. Il est depuis complété par le Dublin Mountains Way et le Saint Kevin's Way, ce dernier étant aussi un chemin de pèlerinage,. En revanche, aucun équipement, que ce soient des refuges ou de simples points d'eau courante, n'est présent pour les randonneurs au sein du parc.

### Protection environnementale

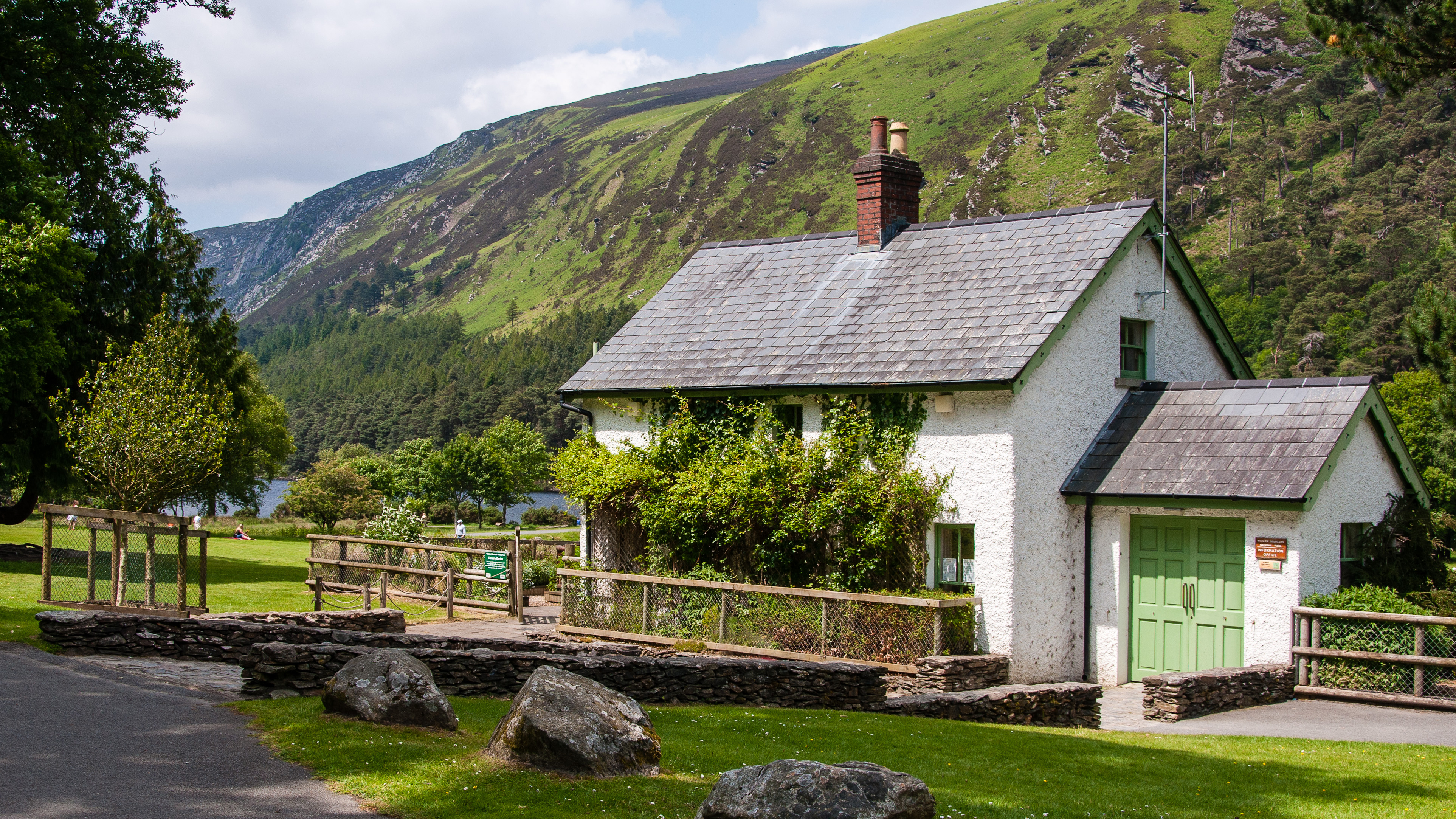
Vue du bureau d'informations du parc national des montagnes de Wicklow dans le Glendalough.

Carte des zones protégées.

En 1990, préoccupé par la dégradation de l'environnement et le développement sauvage des montagnes de Wicklow, le gouvernement annonce la création du parc national des montagnes de Wicklow afin de protéger la biodiversité et les paysages de la région. Le parc est officiellement établi l'année suivante sur une superficie de 2 900 hectares. Il couvre désormais près de 20 000 hectares discontinus à la suite d'acquisitions successives et continue à s'étendre au fur et à mesure des acquisitions. Les principaux axes de travail qui sont menés concernent la restauration des tourbières, le contrôle de l'érosion, la gestion des populations de cerfs et de chèvres, la gestion des forêts, la protection des espèces et l'évaluation de l'impact des pâturages.
En complément, le massif est classé en zone spéciale de conservation sous la directive habitats et en zone de protection spéciale sous la directive oiseaux de l'Union européenne. La ZSC représente 32 500 hectares en comptant les parcelles du parc national qu'elle recouvre,. Elle s'est portée candidate au statut de zone de patrimoine naturel (Natural Heritage Area en anglais). Deux réserves naturelles existent également depuis 1988, dans la vallée de Glenealo et dans le Glendalough,. Toute activité humaine nuisible, notamment polluante, est prohibée dans ces aires protégées.
Les piémonts près de Dublin sont gérés par le Dublin Mountains Partnership, une association fondée en mai 2008 dans le but d'améliorer l'agrément des touristes. Ses membres incluent des représentants des agences nationales, des autorités locales et des usagers. Le DMP a restauré des chemins existants, développé des sentiers de randonnée, mis en place des courses d'orientation et des courses de vélo tout terrain.

## Dans la culture

### Cinéma et télévision
En 1975, Stanley Kubrick tourne le début du film Barry Lyndon dans la propriété Powerscourt, le scénario se déroulant au XVIIIe siècle. En 1981, le Lough Tay et la cascade Powerscourt servent de décors à quelques scènes d’Excalibur. En 1989, une partie de My Left Foot, avec Daniel Day-Lewis, est tournée dans les environs de Bray Head. En 1994, Le Cheval venu de la mer se passe pour l'essentiel dans les montagnes de Wicklow ; la même année, des scènes de Braveheart, réalisé par Mel Gibson qui tient également le rôle principal, sont tournées à Sally Gap et à Turlough Hill. En 1998, bien que l'essentiel du film se déroule dans le comté de Donegal, Sally Gap et les montagnes de Wicklow en général servent de décors à une partie des Moissons d'Irlande, avec Meryl Streep ; Le Général se déroule aussi en partie dans le massif ; toujours la même année, des scènes d’Ordinary Decent Criminal sont filmées au Lough Tay et plus largement dans les montagnes de Wicklow. En 2000, les environs de Sally Gap et de l'ancienne route militaire R115 apparaissent dans Mon cher ennemi. En 2001, c'est Wicklow Gap qui accueille une scène du Règne du feu avec Christian Bale et Matthew McConaughey. En 2003 a lieu une partie du tournage d’Asylum, sorti deux ans plus tard, dans le Glenmacnass et à Sally Gap ; ce dernier abrite la même année une scène d’Une affaire de cœur avec Pierce Brosnan et Julianne Moore ; enfin, Powerscourt, le Glenmalure et Turlough Hill servent de décors à une partie du Roi Arthur. En 2006, Sally Gap abrite une scène de P.S. I Love You dans lequel joue Hillary Swank ; les montagnes de Wicklow servent aussi de décors à The Tiger's Tail. Entre 2006 et 2009, les montagnes de Wicklow servent de décors à de nombreuses scènes de la série Les Tudors. Toujours en 2009, Donne-moi ta main se passe en partie dans le Glendalough et le Glen of Imaal. En 2010, une autre série télévisée, Camelot, est tournée en partie dans le massif, notamment à Sally Gap et à Powerscourt. Les villes de la région ont abrité des scènes de nombreux autres films ; enfin, les studios Ardmore, à Bray accueillent de plus en plus de films depuis la fin des années 1980.

### Arts plastiques
La cascade de Powerscourt est représentée sur une toile de George Barret, Sr. datant d'environ 1760 intitulée View of Powerscourt Waterfall. Il a également peint des gorges de l'Avoca sur A View near Avoca. Vers 1816, George Petrie a réalisé un dessin à l'encre et au crayon intitulé The Upper Lake, Glendalough, County Wicklow.